# Pim Wessels
Maurice Pepijn (Pim) Wessels (Apeldoorn, 17 mei 1991) is een Nederlands acteur.

## Loopbaan
Wessels begon zijn carrière in 2003 in de musical Alleen op de wereld als de kleine Remy en in 2005 als een van de kinderen in de musical Pietje Bell, naast onder anderen Johnny Kraaijkamp jr. In 2007 speelde Wessels de hoofdrol in de jeugdfilm De scheepsjongens van Bontekoe. Een jaar later volgde een kleine rol in de film Radeloos, naar het boek van Carry Slee. Bij het grote publiek is hij vooral bekend als het personage André Moes in de dramaserie De hoofdprijs van SBS6.
Vanaf januari 2010 speelde hij anderhalf seizoen de rol van Rudolf Noltenius in de jeugdserie SpangaS. Samen met Sebastian Wulff bedacht en zong hij het WK-lied Rode, witte, blauwe ballen. Eind 2010 kwam Snuf en het spookslot uit, waarin Wessels de rol van Jaap speelde. In 2011 speelde hij Anthony in de film Penny’s Shadow.
Wessels gaf gestalte aan plattelandsjongen Steven in de aflevering 'Doodslag' van de BNN-serie Van God los. Ook had Wessels een kleine bijrol in de politieserie Seinpost Den Haag, waarin hij de rol van Donald Janssen speelde.
In 2012 speelde Wessels de hoofdrol van Rudolf in de streekmusical De Hongerige Wolf, die zich afspeelt in Twente en tijdens de zomermaanden in verschillende openluchttheaters in Twente werd gespeeld, zoals in Losser, Hertme en Markelo.
In 2012 en 2013 speelde Wessels een van de hoofdrollen in de jeugdmusical Lover of Loser, waar hij zijn vrouw Pip Pellens leerde kennen. Samen vormden ze in 2015 een danskoppel voor het dansprogramma Dance Dance Dance. Wessels en Pellens wonnen de finale en daarmee honderdduizend euro voor hun goede doel Villa Pardoes. Op 9 april 2021 trouwde Wessels met Pellens. Het stel kreeg in 2023 een kindje.
Vanaf maart 2016 was Wessels te zien in het RTL 4-programma It Takes 2.

## Stemacteur
Wessels is ook werkzaam als stemacteur.
- 2025: Zombies 4: Dawn of the Vampires - Zed
- 2014/2015: Chica Vampiro - Benjamin
- 2014/2015: Every Witch Way/Verhekst! - Daniel Miller
- 2013/2014: H2O: Just Add Water - Lewis
- 2012: Really Me - Scott
- 2012: My Babysitter's a Vampire - Ethan
- 2011/2012: Kickin' It - bijrollen
- 2011: Phil of the Future - Phil
- 2011: Frenemies - Lance
- 2010/2011: Amazing Spies - Marc
- 2010: Wizards of Waverly Place - MacGruber
- 2010: Zeke & Luther - bijrollen
- 2006: Sprookjesboom - Klein Duimpje
- 2005: De Tofu's - Chichi

- Bibliothèque nationale de France: cb16528686d (data)
- Gemeinsame Normdatei: 1180783816
- International Standard Name Identifier: 0000 0003 7207 719X
- Nederlandse Thesaurus van Auteursnamen: 308232895
- Virtual International Authority File: 185211691
- WorldCat: E39PBJbtqRBhxBJQJtkqq7kRrq